# 이슬람베카 알비예프
이슬람베카 사이트칠리모비치 알비예프(러시아어: Ислам-Бе́ка Саид-Цили́мович Альби́ев, 1988년 12월 28일~)는 러시아의 레슬링 선수이다. 2008년 하계 올림픽에서 그레코로만형 페더급 금메달을 획득했다. 이후 세계 레슬링 선수권 대회에서 1회 우승(2009), 유럽 레슬링 선수권 대회에서 2회 우승(2009, 2016)을 달성했다.